# Pine Crest
Pine Crest – jednostka osadnicza w Stanach Zjednoczonych, w stanie Tennessee, w hrabstwie Carter.